# Фишер фон Вальдгейм, Александр Александрович
Алекса́ндр Алекса́ндрович Фи́шер фон Ва́льдгейм (20 апреля (по другим данным, 8 апреля) 1839, Москва, — 28 февраля 1920, Сочи) — русский ботаник, директор Императорского Санкт-Петербургского ботанического сада, тайный советник (1896), почётный член ряда иностранных ботанических обществ.
Сын Александра Григорьевича, внук Григория Ивановича Фишера фон Вальдгейма.

## Путь в науке
В 1861 году окончил курс медицинского факультета Московского университета со степенью лекаря. Будучи студентом четвёртого курса, в 1858 году выдержал экзамен на степень кандидата естественных наук. Ассистент Публичной ботанической лаборатории Г.-А. де Бари во Фрайбурге (Германия) (1864). В 1865 году в Боннском университете получил степень доктора биологии за диссертацию, посвящённую истории развития спор у папоротников. В 1867 году получил степень доктора ботаники за диссертацию по биологии и истории развития головнёвых грибов, напечатанную затем в 1869 году в Pringsheim’s «Jahrbücher für wissenschaftliche Botanik», а также в «Transactions of the New York State Agricult. Soc. for the year 1870» (Albany).
Для усовершенствования в науках Фишер несколько раз предпринимал поездки за границу. В ходе поездки в 1897 году А. А. Фишер фон Вальдгейм посетил Королевский ботанический сад в Берлине, по праву считавшийся одним из лучших в Европе, другие ботанические сады, в частности, в Гамбурге, Брюсселе, Кью, описал их организацию, состав теплиц и лабораторий.
Занимался главным образом педагогической и научно-организационной работой.
В 1865 году начал чтение лекций в Московском университете в качестве приват-доцента, работал в университете до 1869 года.
В 1869 году Фишер был назначен профессором ботаники в Варшавском университете, работал там до 1895 года, в 1871 году утверждён в звании ординарного профессора. В 1878 году назначен директором Варшавского ботанического сада. В 1895 году избран председателем биологического отделения Общества естествоиспытателей при Варшавском университете.
20 декабря 1882 года произведён в действительные статские советники, в день коронации Императора Николая II 14 мая 1896 года — в тайные советники.
В 1896 году был назначен директором Санкт-Петербургского ботанического сада (работал там до 1917 года), много сделал для расширения научной деятельности сада.
Переехал в Сочи. В 1919 году обосновал план развития промышленного цветоводства на Черноморском побережье для прекращения в будущем импорта цветов.

## Награды
- Орден Святой Анны 2-й степени (1876 год)
- Орден Святого Владимира 3-й ст. (1880) год
- Орден Святого Станислава 1-й степени (1886 год)
- Орден Святой Анны 1-й степени (1889 год)
- Орден Святого Владимира 2-й степени (1899 год)
- Орден Белого орла (1905 год)
- Орден Святого Александра Невского (1913 год)

Иностранные:
- Командорский крест ордена Альбрехта 1-й степени со звездой (Саксония) (1888 год)
- Командорский крест ордена Леопольда I (Бельгия) (1889 год)
- Орден Льва и Солнца 2-й степени (Персия) (1891 год)
- Большой офицерский крест ордена Дубового Венка (Люксембург) (1899 год)
- Орден Священного Сокровища 1-й степени (Япония) (1900 год)
- Командорский крест ордена Почётного легиона (Франция) (1901 год)
- Орден Короны Италии 1-й степени (Италия) (1905 год)

- знак отчлия за XL лет беспорочной службы и медали.

А. А. Фишеру фон Вальдгейму принадлежала усадьба Степановка при селе Степановка Московского уезда.

## Научные труды
- Современное состояние учения об оплодотворении хвойных. — 1865.
- Практический курс микроскопии к морфологии, гистологии и физиологии растений. — 1865.
- О почвоведении центральной полосы России. — 1869.
- Головнёвые. — 1876.
- К вопросу о причинах появления паразитов на культурных растениях. — 1880.
- Курс общей ботаники. — 1880—1881.
- Пятидесятилетний юбилей Императорского Московского общества испытателей природы и Второй съезд сельских хозяев. — 1883.
- Юбилей Александра Григорьевича Фишера фон Вальдгейма. — 1883.
- Курс систематики растений. — 1884—1885.
- Экскурсия участников Международного ботанического конгресса в Брюссельский ботанический сад. — 1885.
- Описание деятельности Карла Ивановича Ренара. — 1886.
- Об открытии Гентской выставки. — 1886.
- Курс ботаники. — 1888—1892.
- О состоянии ботанических садов Варшавы и Петербурга. — 1893—1899.
- Историко-статистическое описание Варшавского ботанического сада. — 1897.
- О Тифлисском ботаническом саде. — 1897.
- Отчёт о командировке заграницу в 1897 году. — СПб.: Тип. В. Киршбаума, 1898.
- Исторический очерк Императорского Ботанического сада за последнее 25-летие его с 1873 г. по 1898 г. — 1898.
- Отчёт о командировке в Париж на VI Международный конгресс по сельскому хозяйству. — 1901.
- О 200-летии Ботанического сада. — 1913.
- Императорский Санкт-Петербургский Ботанический сад за 200 лет его существования: (1713—1913) / Под ред. А. А. Фишер-фон-Вальдгейма. — Юбилейное изд. — СПб.: Тип. Акц. о-ва тип. дела.
  - Ч. 1. — 1913. — 412 с.: ил., 5 л. портр., 14 л. ил.
  - Ч. 2. — СПб.: [б. и.]. — 1913. — 321 с.
  - Ч. 3. — Петроград: [б. и.]. — 1913—1915. — 582 с.
- Сестрорецкое побережье как курорт и дачная местность. — 1918.